# إليزابيث ليتل
إليزابيث ليتل (بالإنجليزية: Elizabeth Little)‏ هي لاعب كرة مضرب أسترالية، ولدت في 3 أكتوبر 1960.

## وصلات خارجية
- إليزابيث ليتل على موقع رابطة محترفات التنس (الإنجليزية)
- إليزابيث ليتل على موقع الاتحاد الدولي لكرة المضرب (الإنجليزية)
- إليزابيث ليتل على موقع خلاصة التنس.كوم (الإنجليزية)